# Chris Griffin
Christopher Cross "Chris" Griffin è un personaggio immaginario componente della famiglia Griffin, protagonista della serie televisiva di cartoni animati I Griffin, creata da Seth MacFarlane.

## Il personaggio

### Aspetto fisico
Chris è un ragazzo obeso e di media statura. Ha dei capelli biondi e veste quasi sempre con una semplice maglietta blu, un paio di pantaloni sportivi e un berretto arancione e nero. Nelle prime stagioni aveva anche un orecchino.

### Carattere
Nonostante venga spesso presentato come poco intelligente, presenta ogni tanto talenti artistici: è capace di cantare ed ha un'approfondita conoscenza di film e attori televisivi; gli piace disegnare, tant'è che riuscì quasi a diventare un artista di successo a New York, ma fallì quando rifiutò di separarsi dalla famiglia. Dimostra di sapersi adattare con grande facilità a nuovi contesti socio-culturali ed è capace di ragionamenti coerenti nei quali fa osservazioni inaspettatamente acute quando parla di film. A tratti paranoico, parecchio propenso a crearsi amici immaginari come il colonnello Schwarz, vede ogni tanto una scimmia aggressiva che pare vivere nel suo armadio. La scimmia spiega che non ha mai voluto minacciare Chris, e che le sue presunte minacce corrispondono soltanto al suo modo di relazionarsi con lui, anche se non ci riesce mai a causa della paura di Chris; in alcune puntate la scimmia manifesta addirittura un affetto di fondo nei confronti di Chris: per esempio, quando quest'ultimo è lontano da casa per lunghi periodi; Chris farà in seguito pace con la scimmia, che andrà a vivere nell'armadio di Jake Tucker. Inaspettatamente, è anche capace di profonde riflessioni su temi d'attualità, come quando sollevò il problema dei caschi dei giocatori di football americano, ritenuti troppo leggeri e quindi pericolosi per l'incolumità degli atleti. Tra l'altro, sebbene Chris abbia un buon rapporto con suo padre, per lui non è un problema parlare apertamente delle sue tipiche idiozie, senza giustificarlo o biasimarlo,  in delle specifiche situazioni .

### Relazioni
Nell'episodio Laggiù nel profondo sud, Chris stringe amicizia con una ragazza di nome Sam. Nella quarta stagione, aderisce al Partito Repubblicano per amore di una ragazza. Ha come migliore amica una pianta di nome Cooper, che poi abbandonerà dopo il disastro nucleare avvenuto a causa del millennium bug. Dalla terza serie in poi compare un personaggio innamorato di Chris Griffin, Mr. Herbert, un anziano signore che Chris conosce nel suo occasionale lavoro di consegna dei giornali e che fa di tutto pur di riuscire a ottenere qualcosa da Chris, ma malgrado numerosi tentativi andati male rimane comunque innamorato e pronto a spiarlo e soccorrerlo.
Suo padre Peter spesso lo rifiuta per altri bambini o per sé stesso. In Emissione impossibile, si scopre che Chris è nato per sbaglio, a causa di un preservativo bucato e i suoi sporsero denuncia alla compagnia che li produceva e con il risarcimento comprarono casa. In La figlia di Peter, Lois disse di aver bevuto e fumato molto quando era incinta di Chris per avere un aborto spontaneo, ma che poi si fermò a metà della gravidanza. Generalmente, Chris è di modi gentili e amichevoli, ma come suo padre nasconde un lato più rude, che viene fuori quando gli altri lo fanno arrabbiare: ad esempio, in Peter all'arrembaggio, quando insulta Joe Swanson perché portatore di un handicap, o quando colpisce Brian con una sedia solo per poter tornare dal veterinario e vedere la ragazza che lo ha mollato.
Nel film La storia segreta di Stewie Griffin si viene a sapere che Chris nel futuro farà il poliziotto e sposerà Vanessa, una ragazza dai modi rudi. Chris è inoltre il membro della famiglia Griffin che appare in meno episodi, non essendo presente in tre episodi della settima stagione. Nella puntata Giochi di ruolo si evince che Chris è mancino. Il suo nome è ispirato a quello di Christopher Cross.
Lui e Brian sono gli unici a sapere che Stewie parla.
Nella puntata Who's Brian Now? della stagione 19, si scopre che venne rapito quando era neonato, e che la sua vera famiglia vive in Olanda, e la madre naturale sente molto la sua mancanza.

## Doppiaggio
Nella versione italiana il personaggio è doppiato da Davide Lepore, mentre in quella originale dall'attore Seth Green.